# Drgania wymuszone
Drgania wymuszone – drgania odbywające się pod wpływem zewnętrznego źródła energii o zmiennym natężeniu.
Przy czym za drgania wymuszone uznaje się tylko drgania pod wpływem siły zewnętrznej, która nie powoduje zmian parametrów układu drgań. Drgania odbywające się pod wpływem siły zmieniającej parametry układu drgań, klasyfikowane są jako drgania parametryczne, a jej wpływ jest niewielki, tak że układ nadąży rozpraszać dostarczaną energię. Układ który nie nadąża w rozpraszaniu energii a część energii układu drgającego może być przekazywania do układu pobudzającego klasyfikuje się jako sprzężone układy drgań.
Drgania wymuszone występują w wielu dziedzinach codziennego życia. W fizyce i inżynierii wyróżnia się drgania wymuszone harmoniczne, które są często wykorzystywane jako model dla reakcji systemu na wpływy zewnętrzne. Wzbudzanie drgań następuje w wyniku działania innego układu na układ drgań, albo w wyniku rozchodzenia się fali w ośrodku. W mechanice, wzbudzenie jest zwykle wykonywane przez okresową zmianę siły działającej na układ lub okresową zmianę pozycji spoczynkowej układu drgań, w elektrotechnice i elektronice przez zmianę napięcia lub prądu, w optyce fala elektromagnetyczna wzbudza składniki materii, w fizyce kwantowej fale materii.

## Przykłady drgań wymuszonych
Przykładami drgań wymuszonych są drgania błony bębenkowej w uchu pod wpływem dźwięku, drgania w obwodzie elektrycznym LC wywołane przyłożonym zmiennym napięciem.
Obracające się części maszyn, które nie są wyważone wywołują drgania innych części maszyn, co prowadzi do wzbudzania silnych drgań przy pewnej prędkości, przy której dochodzi do rezonansu. Przenoszenie drgań z maszyn na człowieka wywołuje u niego zmiany w organizmie prowadzące do chorób zawodowych.

## Rodzaje wymuszeń
Siła wymuszająca nie zależna od czasu (stała) nie wpływa na wykonywanie drgań układu liniowego, przesuwa jedynie położenie punktu równowagi układu. Ze względu na działanie wymuszenia wyróżnia się:
- wymuszenie okresowe, którego szczególnym przypadkiem jest wymuszenie harmoniczne,
- wymuszenie uderzeniowe, którego najprostszym przypadkiem jest siła zmieniająca się raz w czasie równym 0.

## Drgania wymuszone stacjonarne

Zależność amplitudy drgań wymuszonych w zależności od częstości pobudzania, dla różnych współczynników tłumienia.

Najprostszym układem drgań wymuszonych jest układ liniowy o jednym stopniu swobody wymuszany siłą okresową. Drgania takie opisuje funkcja będąca rozwiązaniem równania:
{\displaystyle {\ddot {x}}+2\beta {\dot {x}}+\omega _{0}^{2}x=f(t).}
W układzie występuje tłumienie, w związku z tym drgania, które występowały w układzie zanikają po pewnym czasie, pobudzania z taką samą częstością i o takim samym natężeniu w układzie wywołują drgania, które po pewnym czasie pozostaną w układzie. Proces ten nazywa się ustalaniem się drgań. Jeżeli siła wymuszająca jest siłą harmoniczną, to można ją opisać zależnością:
{\displaystyle f(t)={\frac {F_{0}}{m}}\sin(\omega t)=f_{0}\sin(\omega t).}
Układ w stanie stacjonarnym wykonuje drgania o częstości siły pobudzającej i amplitudzie zależnej od częstości pobudzania, częstości własnej układu oraz współczynnika tłumienia
{\displaystyle x(t)=A\sin(\omega t-\varphi ),}
{\displaystyle A={\frac {f_{0}}{\sqrt {(\omega _{0}^{2}-\omega ^{2})^{2}+(2\beta \omega )^{2}}}},}
{\displaystyle \operatorname {tg} \varphi ={\frac {2\beta \omega }{\omega _{0}^{2}-\omega ^{2}}}.}
Przy ustalonej intensywności pobudzania, ale różniących się częstością, maksymalną amplitudę mają drgania o częstości pobudzania równej częstości drgań własnych układu. Zjawisko zależności amplitudy drgań od częstości pobudzania nazywa się rezonansem.

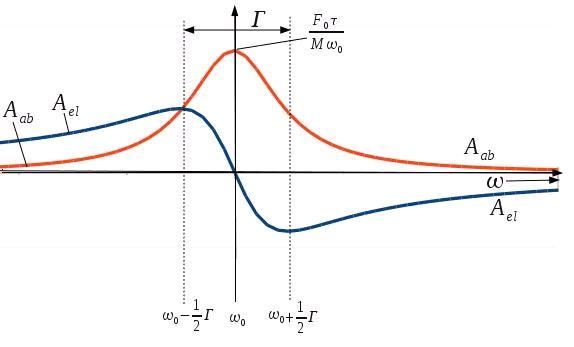
Zależność amplitudy absorpcyjnej i elastycznej od częstości kołowej.

Drgania wzbudzanego układu można przedstawić jako sumę drgań harmonicznych będących w fazie z pobudzaniem oraz prostopadłych do pobudzania
{\displaystyle x(t)=A\cos(\omega t)+B\sin(\omega t),}
{\displaystyle A=A_{ab}=f_{0}{\frac {2\beta }{(\omega _{0}^{2}-\omega ^{2})^{2}+(2\beta \omega )^{2}}},}
{\displaystyle B=A_{el}=f_{0}{\frac {\omega _{0}^{2}-\omega ^{2}}{(\omega _{0}^{2}-\omega ^{2})^{2}+(2\beta \omega )^{2}}}.}
Amplituda {\displaystyle A} nazywana amplitudą absorpcyjną jest równa uśrednionej w czasie absorpcji energii przez układ.
Amplituda {\displaystyle B} nazwana amplitudą elastyczną lub sprężystą odpowiada za drgania niemające wpływu na pobieranie energii przez układ.
W rezonansie i jego pobliżu przeważają drgania absorpcyjne, układ drga z przesunięciem fazowym około 90° do drgań wzbudzających i pobiera dużą energię. Daleko od rezonansu przeważa amplituda elastyczna, układ drga w fazie lub przeciwfazie (ujemna amplituda) do drgań wzbudzających.
Drgania wymuszone stacjonarne nie zależą od warunków początkowych drgań, ich amplituda i przesunięcie fazowe lub równoważne amplituda absorpcyjna i elastyczna są zależne od parametrów układu, częstości wzbudzania. Parametry układu drgającego wyraża się także z użyciem parametrów:
Dobroć układu, oznaczana przez {\displaystyle Q} i mająca związek z parametrami układu:
{\displaystyle Q={\frac {\beta }{2\omega _{0}}}.}

## Drgania wymuszone niestacjonarne
Drgania wymuszone tłumionego układu liniowego wzbudzanego siłą harmoniczną są sumą drgań swobodnych i wymuszonych. Jeżeli wzbudzanie drgań rozpoczęto w czasie równym zero, to drganie układu można przedstawić jako sumę drgań swobodnych wynikających z położenia i prędkości oscylatora, drgań wymuszonych stacjonarnych, a skoro przed czasem równym zero nie było wzbudzania, to trzeba odjąć drgania swobodne jakie wynikałyby z drgań wymuszonych stacjonarnych przed rozpoczęciem odmierzania czasu:
{\displaystyle x(t)=A_{2}\exp(-\beta t)\sin(\omega _{t}t+\eta )-A_{1}\exp(-\beta t)\sin(\omega _{t}t-\psi )+A\sin(\omega t-\varphi ).}
Z warunków początkowych wynika:
{\displaystyle A_{2}={\sqrt {x_{0}^{2}+{\frac {(v_{0}+\beta x_{0})^{2}}{\omega _{t}^{2}}}}},}
{\displaystyle \operatorname {tg} \eta ={\frac {x_{0}\omega _{t}}{v_{0}+\beta x_{0}}},}
{\displaystyle A_{1}=f_{0}{\frac {\omega }{\omega _{t}}}{\frac {1}{\sqrt {(\omega _{0}^{2}-w^{2})^{2}+(2\beta \omega )^{2}}}}=A{\frac {\omega }{\omega _{t}}},}
{\displaystyle \operatorname {tg} \psi ={\frac {2\beta \omega _{t}}{\omega _{t}^{2}-\beta ^{2}-\omega ^{2}}},}
{\displaystyle A=f_{0}{\frac {1}{\sqrt {(\omega _{0}^{2}-\omega ^{2})^{2}+(2\beta \omega )^{2}}}},}
{\displaystyle \operatorname {tg} \varphi ={\frac {2\beta \omega }{\omega _{0}^{2}-\omega ^{2}}},}
{\displaystyle \omega _{t}^{2}=\omega _{o}^{2}-\beta ^{2}.}
Jeżeli oscylator nie wykonuje drgań swobodnych, to składnik sumy odpowiedzialny za drgania swobodne jest równy zero dla dowolnego czasu. Drgania swobodne wynikające z wychylenia i ruchu oscylatora w chwili początkowej, jak i drgania pochodzące od rozpoczęcia wzbudzenia mają taką samą częstość oraz zanikają w takim samym tempie.
W chwili rozpoczęcia wymuszania {\displaystyle (t=0)} wychylenie układu wynikające z drgań wymuszonych jest równe 0, oznacza to że w tym czasie składniki związane z drganiami wymuszonymi są sobie równe. Taki oscylator opisany jest równaniem:
{\displaystyle x(t)=A(\sin(\omega t-\varphi )-{\frac {\omega }{\omega _{t}}}\exp(-\beta t)\sin(\omega _{t}t-\psi )).}
Wzbudzenie w rezonansie
Gdy układ słabo tłumiony {\displaystyle (\beta \ll \omega _{t})} jest wzbudzany z częstością równą jego częstości rezonansowej, to częstotliwość drgań wzbudzających oraz swobodnych powstałych w wyniku wzbudzenia jest taka sama, takie same są też przesunięcia fazowe obu drgań, oznacza to że układ drga z coraz większą amplitudą aż dojdzie do drgań stacjonarnych, co określa wzór:
{\displaystyle x(t)=A\sin(\omega t+\varphi )(1-\exp(-\beta t)).}
Wzbudzenie w pobliżu rezonansu
Gdy układ słabo tłumiony jest wzbudzany z częstością różną od jego częstości rezonansowej, to w wyniku nakładania się drgań o różnych częstościach powstają w układzie dudnienia. W układzie powstaje drganie o częstości {\displaystyle 0{,}5(\omega +\omega _{t}),} zmieniające się z częstością {\displaystyle 0{,}5|\omega -\omega _{t}|.} Sumaryczne drganie osiąga maksimum po czasie {\displaystyle t_{m}={\frac {\pi }{|\omega -\omega _{t}|}}.} Gdy oba drgania są w fazie amplituda drgań wynosi {\displaystyle A_{\max }=A(\omega )\left(1+{\frac {\omega }{\omega _{t}}}\exp(-\beta t_{m})\right)\approx A(\omega )\left(1+{\frac {\omega }{\omega _{t}}}\right).} Przy bardzo małym tłumieniu amplituda drgań w maksimum przewyższa wielokrotnie amplitudę stacjonarnych drgań wzbudzonych {\displaystyle (A(\omega )).}

## Drgania wzbudzone uderzeniem

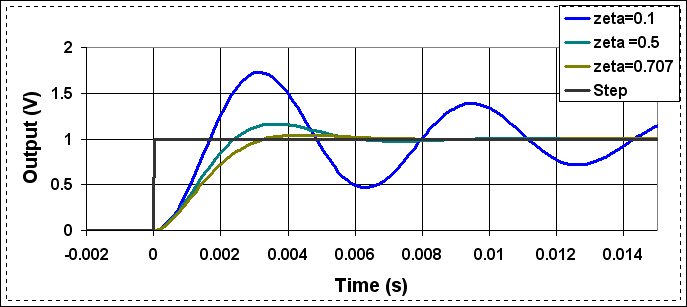
Przebieg drgań przy wymuszeniu uderzeniem w zależności od współczynnika tłumienia (zeta).

Uderzeniem nazywa się wzbudzenie, w którym siła działająca na układ drgań zmienia się w pewnym momencie. Dla uproszczenia, rozważa się układ, w którym dla czasu mniejszego od zera siła kierująca jest równa zero, a później przyjmuje stałą różną od zera wartość.
Działanie stałej siły zmienia położenie równowagi oscylatora, co sprawia, że oscylator może być traktowany układ wykonujący drgania swobodne tłumione, mający równowagę w nowym miejscu. Ograniczając rozważania do oscylatora tłumionego spoczywającego w momencie pobudzenia w położeniu {\displaystyle x_{0}{:}}
{\displaystyle x(t)=A\exp(-\beta t)\sin(\omega _{t}t+\eta ),}
{\displaystyle \operatorname {tg} \eta ={\frac {\omega _{t}}{\beta }},}
{\displaystyle A={\frac {x_{0}}{\sin(\eta )}}.}
Przy słabym tłumieniu {\displaystyle \eta } = 90°, a {\displaystyle A} jest równe {\displaystyle (x_{0})} przesunięciu punktu równowagi.

## Drgania wymuszone układów nieliniowych
Rzeczywiste układy drgań wykazują często nieliniową zależność siły przywracającej stan równowagi (kierującej) od wychylenia. Źródła nieliniowości mogą być rozmaite, przykładowo: nieliniowe charakterystyki sprężystości bądź tłumienia, luzy w układzie lub tarcie suche, nieliniowe charakterystyki sił zewnętrznych (wzbudzających). Opisując drgania nieliniowe dąży się do wyrażenia nieliniowych funkcji jako wielomianów z pierwszym składnikiem liniowym. Pominięcie wyrazów poza pierwszym określa się jako linearyzację. Niektóre zagadnienia nie dają się sensownie linearyzować, przykładem jest układ z luzem, w którym siła kierująca dla wychyleń mniejszych od zadanych jest równa zero, albo układ z tarciem suchym, w którym siła tarcia zależy od tego czy ciało się porusza, a gdy się porusza to ma stałą wartość. Układy drgań nieliniowych charakteryzują się zjawiskami nie występującymi w drganiach liniowych: częstość drgań może zależeć od amplitudy, dla takiego samego pobudzania układ może przyjąć różne stany równowagi oraz może przeskakiwać między tymi stanami, stan stabilny może zależeć od warunków początkowych, drgania mogą być chaotyczne.
Nieliniowy układ drgań wymuszonych można przedstawić modyfikując równanie wymuszonego oscylatora harmonicznego:
{\displaystyle {\ddot {x}}+Q(x,{\dot {x}})+S(x)=F(t),}
gdzie:
- {\displaystyle Q(x,{\dot {x}})} – nieliniowa i niezachowawcza siła zależna od położenia i prędkości układu,
- {\displaystyle S(x)} – zależna tylko od położenia, siła zachowawcza,
- {\displaystyle F(t)} – zależna od czasu siła wymuszająca[2].

Siłę zachowawczą zależną nieliniowo od wychylenia z położenia równowagi rozkłada się na w szereg Taylora w otoczeniu punktu równowagi {\displaystyle (x=0).} Uwzględniając asymetrię siły względem położenia równowagi, w szeregu nie wystąpią wyrazy z parzystymi potęgami położenia. Uwzględniając tylko pierwszy nieliniowy wyraz:
{\displaystyle S(x)=\omega _{0}^{2}(x+\mu x^{3}),}
{\displaystyle {\ddot {x}}+\omega _{0}^{2}(x+\mu x^{3})=0.}
Współczynnik μ wyraża nieliniowość siły kierującej, gdy jest dodatni, to układ określa się jako twardy, a gdy mniejszy od zera jako miękki.
Względna amplituda trzeciej harmonicznej jest zależna od pierwszej i parametrów układu drgań:
{\displaystyle \epsilon \approx {\frac {1}{32}}\mu A^{2}.}
Jeżeli taki układ jest wymuszany, to w stanie stabilnym jego podstawową częstością jest częstość pobudzania oraz jej harmoniczne:
{\displaystyle {\ddot {x}}+\omega _{0}^{2}(x+\mu x^{3})=f_{0}\sin(\Omega t).}
W zależności od współczynników, równanie może mieć jedno, dwa lub trzy rozwiązania, co oznacza, że układ przy danej częstości i sile pobudzania może drgać z jedną z trzech amplitud.